# KoresponDance
Mezinárodní festival současného tance, pohybového divadla a nového cirkusu KoresponDance je vůbec prvním outdoorovým festivalem tance v České republice, na scéně je od roku 2009, kdy se začal formovat v rámci mezinárodního projektu KoresponDance Europe.
Pořadatelem festivalu je nezisková organizace Centrum choreografického rozvoje SE.S.TA, kterou založila a řídí, stejně jako festival, hraběnka Marie Kinsky.
V letech 2009 až 2012 se festival odehrával nejprve pouze v Praze, pak v Praze a v Brně a v roce 2012 i v Jablonci nad Nisou. Od roku 2013 hostí festival pravidelně panství manželů Kinských Zámek Žďár nad Sázavou, přestěhováním na zámek se tak stal festival nejen jediným festivalem současného tance v regionu Vysočina, ale zároveň největším site-specific festivalem v České republice.
KoresponDance propojuje genia loci historického místa se současným uměním, řada představení je připravováva speciálně pro festival a odehrávají se tak ve světové premiéře.
Na festivalu se již během jeho prvních sedmi ročníků objevili umělci ze tří kontinentů a osmnácti zemí, mezi nimi například Dominique Boivin, Paco Decina, Béatrice Massin, Jordi Galí, Joseph Nadj, skupiny Barely Methodical Troupe či Foco alAire producciones a řada dalších.
Festival proslavila mimo jiné performance Něžný bagr (2013), duet choreografa Dominiqua Boivina a bagru.
Festival získal pro roky 2017 a 2018 značku EFFE (Europe for Festivals, Festivals for Europe) a záštitu hejtmana Kraje Vysošina MUDr. Jiřího Běhounka, zároveň je zařazen mezi VIP akce Kraje Vysočina.
V roce 2018 získal festival podporu v rámci projektu Roundabout Europe z programu Kreativní Evropa.